# Andoni Erburu Irisarri
Andoni Erburu Irisarri (Bilbao, Biscaia, 27 de novembre de 1987) és un actor basc, principalment conegut per coprotagonitzar al costat d'Álvaro Nagore la reeixida pel·lícula Secretos del corazón, de Montxo Armendáriz.

## Biografia
Va aconseguir la fama amb només nou anys gràcies a la pel·lícula Secretos del corazón, de Montxo Armendáriz. També ha treballat al curtometratge Jardines deshabitados (2000), de Pablo Malo, i a Silencio roto (2001), també d'Armendáriz, així com a televisió, a la sèrie Goenkale del cana basc ETB, i a Clara. Després d'això, en 2002, es va retirar completament del món de l'actuació per a centarse en els estudis, ja que, segons va assegurar anys més tard, «em sentia atabalat, em va arribar tot molt de sobte. Ho vaig deixar tot, i no tinc intenció de reprendre-ho, ara mateix estic molt tranquil. Però la gent encara em reconeix.», va assegurar en una entrevista. Posteriorment, va estudiar Enginyeria Tècnica Agrícola a la Universitat de Navarra.

## Premis
XII edició dels Premis Goya
| Any  | Pel·lícula           | Premi                          | Resultat  | Nota                                                                |
| ---- | -------------------- | ------------------------------ | --------- | ------------------------------------------------------------------- |
| 1997 | Secretos del corazón | Goya al millor actor revelació | Guanyador | Actor més jove a aconseguir un Goya en la història d'aquests premis |

Premis de la Unión de Actores
| Any  | Pel·lícula           | Premi                  | Resultat  | Nota                                                                |
| ---- | -------------------- | ---------------------- | --------- | ------------------------------------------------------------------- |
| 1997 | Secretos del corazón | Millor actor revelació | Guanyador | Actor més jove a aconseguir un Goya en la història d'aquests premis |